# 워너 뮤직 재팬
주식회사 워너 뮤직 재팬(일본어: 株式会社ワーナーミュージック・ジャパン 가부시키가이샤 워나뮤짓쿠자판[*], Warner Music Japan Inc)은 미국의 워너 뮤직 그룹 산하의 음반사이다.

## 연혁
- 1970년 당시 일본에서 미국 자본만으로는 음반사를 설립할 수 없었기 때문에, 미국의 워너브라더스가 50%, 일본의 전자제품 제조 회사 파이오니어와 일본의 연예기획사 와타나베 프로덕션이 각각 25%를 출자해 〈워너브라더스 파이오니어 주식회사〉를 설립했다.
- 1972년 사명을 〈워너 파이오니어 주식회사〉로 변경.
- 1978년 와타나베 프로덕션이 자본 철수.
- 1980년 파이오니어가 자본을 철수하며 워너브라더스의 100% 자회사가 된다.
- 1991년 사명을 〈주식회사 워너 뮤직 재팬〉으로 변경.

## 주요 소속 음악가
2018년 기준.

### 일본 음악
- 아이묭
- 아야카
- 아라가키 유이
- 안리
- 앤드롭
- 이시바시 나쓰미
- FT아일랜드
- 씨엔블루
- 갸리-파뮤파뮤
- 구마키 안리
- 코넬리우스
- 고부쿠로
- 신세이카맛테짱
- 다카하시 유
- 다케우치 마리야
- 브릴리언트 그린
- 바바 도시히데
- 히무로 교스케
- 야마시타 다쓰로
- 야마시타 도모히사
- LinQ
- SF9
- 트와이스
- ITZY
- 데이식스
- 와타나베 미유키
- TWICE
- aespa
- 카와사키 타카야